# Wollmerath
Wollmerath település Németországban, Rajna-vidék-Pfalz tartományban. Lakosainak száma 201 fő (2023. december 31.).

## Népesség
A település népességének változása:
| Lakosok száma | 204  | 205  | 205  | 201  | 201  |
|               | 2017 | 2019 | 2021 | 2022 | 2023 |